# Tinytrema kangaroo
Tinytrema kangaroo is een spinnensoort uit de familie Trochanteriidae. De soort komt voor in Victoria.